# Calendarul darian
Calendarul darian este un sistem propus de măsurare a timpului, conceput pentru a răspunde nevoilor viitorilor coloniști umani de pe planeta Marte. Acesta a fost creat de inginerul aerospațial, politologul și juristul spațial Thomas Gangale în 1985 și numit de acesta după fiul său, Darius. A fost publicat pentru prima dată în iunie 1986. În 1998, la convenția de înființare a Mars Society, calendarul a fost prezentat ca fiind una dintre cele două opțiuni calendaristice care trebuie luate în considerare împreună cu alți optsprezece factori de luat în considerare pentru colonizarea planetei Marte.
Datorită utilizării a 28 de luni bazate pe soli (ziua marțiană), calendarul darian nu are niciun mecanism posibil de sincronizare cu datele Pământului sau cu perioadele sinodice.